# Mensa isiaca

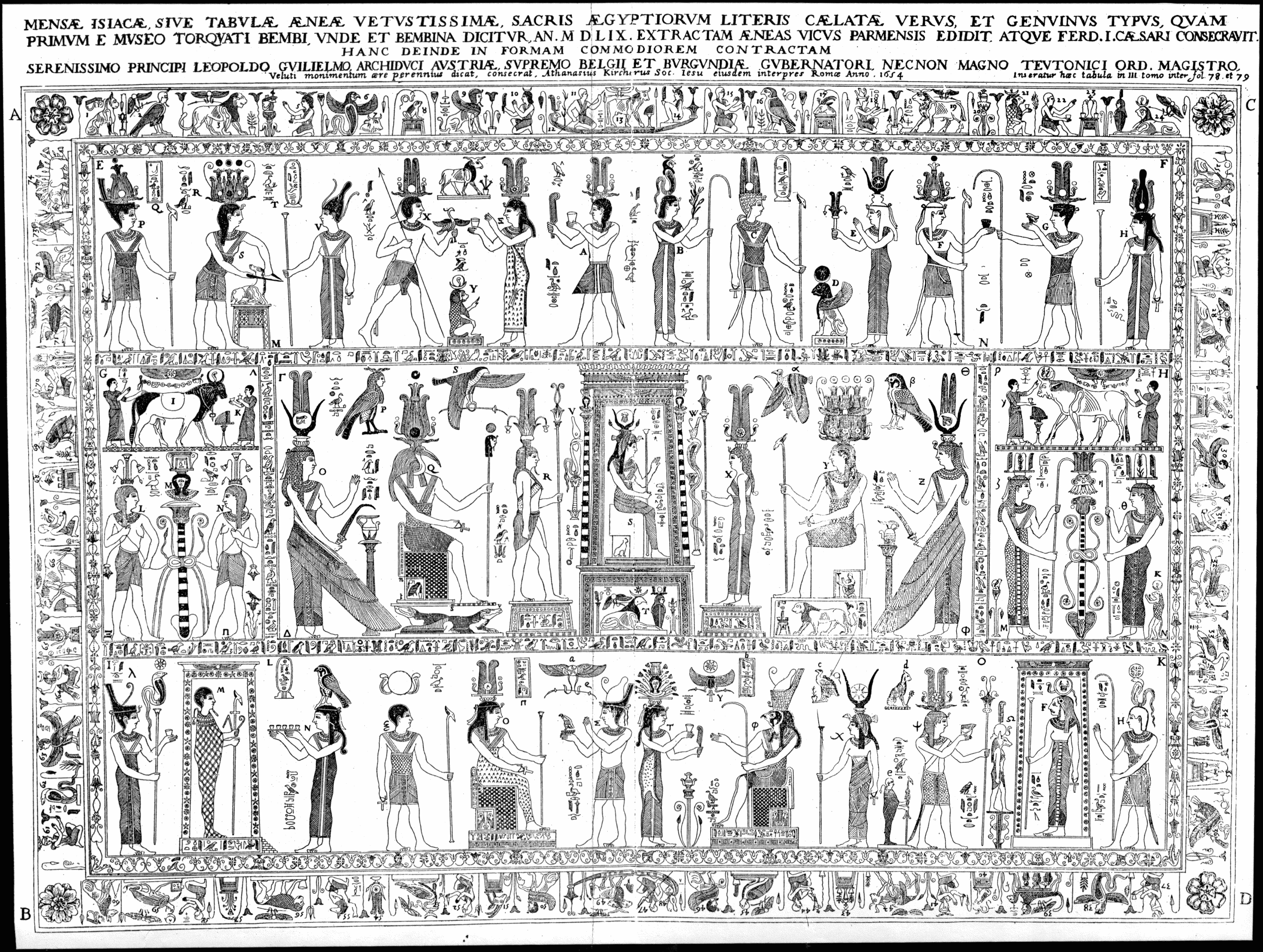
La mensa isiaca, dal libro di Athanasius Kircher Œdipus Ægyptiacus.

La Mensa isiaca è un'elaborata tavoletta di bronzo di epoca romana con intarsi in altri metalli, raffigurante figure e segni a imitazione dei geroglifici egizi. Fu per un periodo proprietà del cardinal Bembo, per cui è nota anche come Tavola bembina.

## Storia
Secondo il moderno consenso degli studiosi la tavola è stata datata al I secolo d.C. e probabilmente creata a Roma, forse come pezzo decorativo per il locale culto di Iside. Non se ne sa nulla fino a quando fu acquistata dal Cardinal Bembo, a un prezzo esorbitante da un fabbricante di chiavi o un artigiano del ferro nelle cui mani era capitata, salvata dai Lanzichenecchi durante il sacco di Roma del 1527. Nel 1592 venne a sua volta acquistata dal duca di Mantova, Vincenzo I Gonzaga, da Torquato Bembo, figlio di Pietro Bembo, che la aveva ereditata dal padre entrando così a far parte delle Collezioni Gonzaga.
I Gonzaga in seguito la cedettero ai Savoia nel 1628; la Mensa isiaca giunse così a Torino, entrando a far parte come primo pezzo di una collezione che diventerà una tra le più importanti al mondo. La Mensa suscitò una grande curiosità e in seguito fu esaminata da molti studiosi dell'epoca. Il primo a parlarne era stato Enea Vico nel 1559 e in seguito fu descritta dall'archeologo Lorenzo Pignoria e dallo storico Athanasius Kircher. Nel 1799 i Savoia furono costretti a consegnarla alla Francia del Direttorio; la tavoletta era stata portata a Parigi e Alexandre Lenoir la vide nel 1809 in una mostra alla Biblioteca Nazionale. Quando cadde il regime napoleonico la tavoletta venne restituita a Torino e collocata nell'Accademia delle Scienze, primo nucleo del Museo egizio, dove si trova tuttora.
Karl Baedeker, nella sua guida dell'Italia settentrionale della prima metà dell'ottocento, la nomina nell'esposizione centrale della Galleria 2 del Regio Museo di Antichità a Torino.

## Struttura
Kircher descrive la Mensa come "lunga cinque palmi e larga quattro", mentre Westcott la misura di 50×30 pollici. La tavoletta misura in effetti 75×130 centimetri; è in bronzo con intarsi in rame, niello e argento; le figure sono poco profonde e delimitate da un filo d'argento. Le basi su cui sono disposte le figure erano ricoperte con argento, che è stato rimosso, e queste sezioni sono vuote nelle riproduzioni incise.
La tavola è un importante esempio di metallurgia antica, poiché la superficie è decorata con una varietà di metalli, compresi argento, oro, una lega di rame-oro e vari metalli non preziosi. Uno dei metalli impiegati è nero, fatto con una lega di rame e stagno con piccole percentuali di oro e argento e poi immerso in un acido organico ('decapaggio'). Questo metallo scuro potrebbe essere una varietà del "bronzo corinzio", descritto da Plinio e Plutarco.

## Scene raffigurate
Anche se la scena è di tipo egizio, non illustra riti egizi. Le figure sono mostrate con attributi inconsueti, rendendo non chiaro quali siano divinità e quali re o regine. I motivi egizi sono usati a scopo decorativo, senza un vero senso o ragione. Tuttavia la figura centrale, seduta sul trono dentro un tempio, è riconoscibile come la dea Iside, suggerendo che la Mensa abbia avuto origine in qualche centro a lei dedicato; probabilmente era una tavola d'altare del Tempio di Iside al Campo Marzio costruito da Caligola.

## Letture e interpretazioni

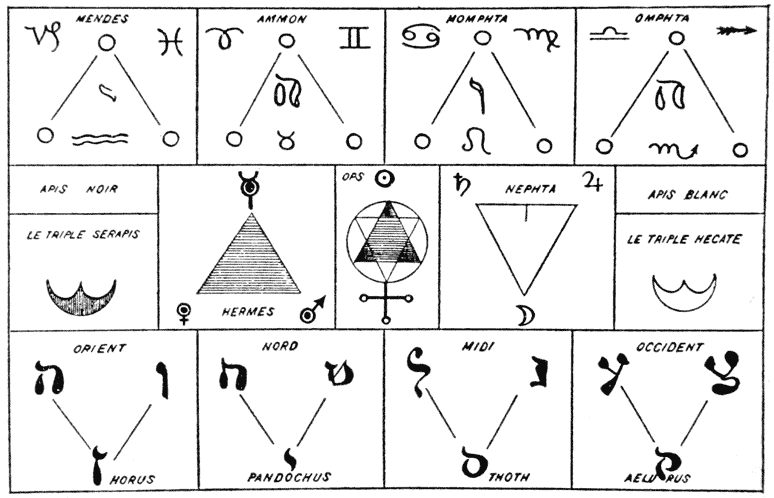
La chiave di Eliphas Lévi per la Mensa isiaca

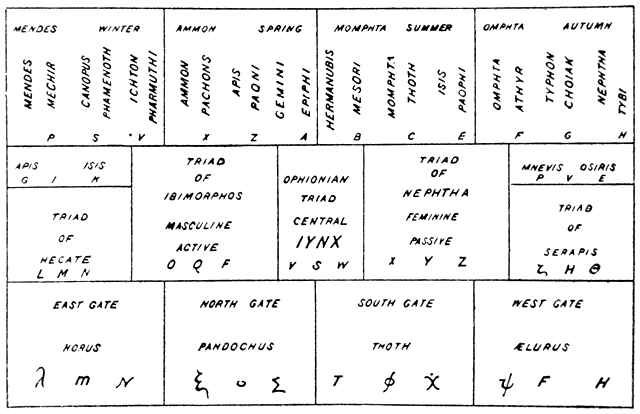
La chiave di William Wynn Westcott per la Mensa isiaca

Fu usata nel XVII secolo da Athanasius Kircher come fonte primaria per sviluppare la sua traduzione dei geroglifici egizi; tuttavia i geroglifici della mensa isiaca non hanno significato e l'interpretazione di Kircher è senza valore.
Fu anche celebrata da occultisti come Eliphas Lévi, William Wynn Westcott e Manly P. Hall come una chiave per interpretare i Libri di Thot e i tarocchi.
Thomas Taylor pretese che fosse questa la tavola che formava l'altare davanti al quale stava Platone quando ricevette l'iniziazione nella sala sotterranea della grande piramide di Giza.